# Paolo Marcellini

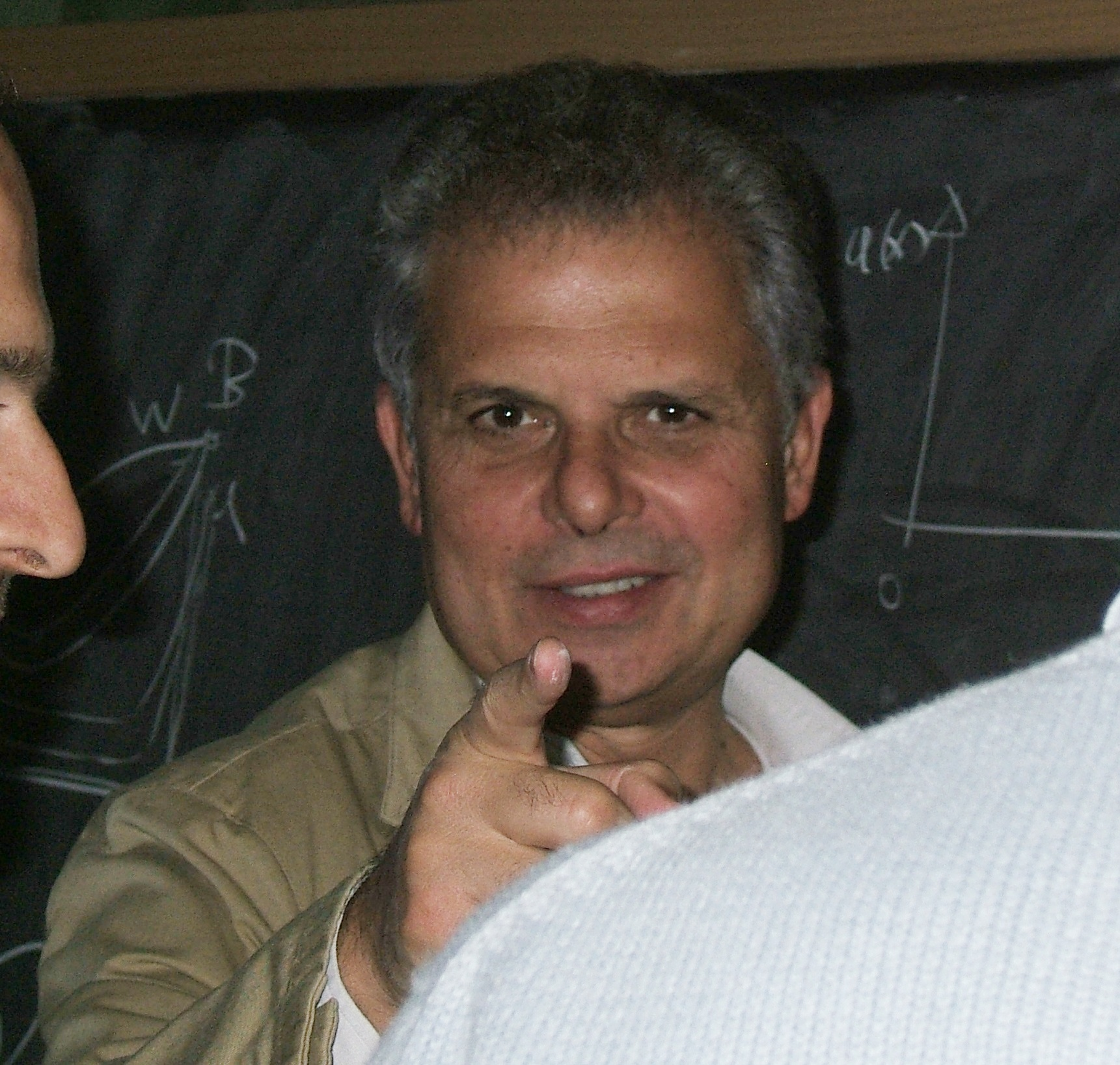
Paolo Marcellini

Paolo Marcellini (* 25. Juni 1947 in Fabriano) ist ein italienischer Mathematiker, der sich mit Analysis befasst. Er ist Professor an der Universität Florenz.
Marcellini erwarb seinen Laurea-Abschluss 1971 an der Universität Rom und absolvierte 1971 bis 1973 ein Aufbaustudium (Perfektionierung) an der Scuola Normale Superiore bei Ennio De Giorgi. Danach war er Assistent und schließlich Dozent an der Universität Florenz, ab 1981 außerordentlicher Professor an der Universität Neapel und anschließend an der Universität Tor Vergata in Rom. Seit 1985 ist er Professor für Analysis in Florenz. Er war dort Vorsitzender der Fakultät für Mathematik, Physik und Naturwissenschaft, Vorstand der Mathematikfakultät Ulisse Dini und Koordinator des Graduiertenkollegs in Mathematik (Doktorats-Studium).
Er war Gastwissenschaftler unter anderem in Paris, Bonn (Universität und Max-Planck-Institut), Berkeley, Lausanne, Oxford, der Carnegie-Mellon University, Lissabon, Buenos Aires, Nowosibirsk, am Institute for Advanced Study, Zürich, Köln, Tokio, der Australian National University und am Mittag-Leffler-Institut.
Er befasst sich mit Variationsrechnung und Partiellen Differentialgleichungen einschließlich Anwendungen zum Beispiel in nichtlinearer Elastizitätstheorie und Biologie.
1999 bis 2003 war er im Leitungsrat des Istituto Nazionale di Alta Matematica in Rom. 2007 wurde er Mitglied der Akademie der Wissenschaften der Toskana La Colombaria.

## Schriften
- Approximation of quasiconvex functions, and lower semicontinuity of multiple integrals. In: manuscripta mathematica. Bd. 51, Nr. 1/3, 1985, S. 1–28, doi:10.1007/BF01168345.
- Regularity of minimizers of integrals of the calculus of variations with nonstandard growth conditions. In: Archive for Rational Mechanics and Analysis. Bd. 105, Nr. 3, 1989, S. 267–284, doi:10.1007/BF00251503.
- Regularity and existence of solutions of elliptic equations with p,q-growth conditions. In: Journal Differential Equations. Bd. 90, Nr. 1, 1991, S. 1–30, doi:10.1016/0022-0396(91)90158-6.
- mit Nicola Fusco, Carlo Sbordone: Analisi Matematica Due. Liguori, Neapel 1996, ISBN 88-207-2675-0.
- mit Bernard Dacorogna: General existence theorems for Hamilton-Jacobi equations in the scalar and vectorial cases. In: Acta Mathematica. Bd. 178, Nr. 1, 1997, S. 1–37, doi:10.1007/BF02392708.
- mit Carlo Sbordone: Analisi Matematica Uno. Neapel: Liguori 1998, ISBN 88-207-2819-2.
- mit Bernard Dacorogna: Implicit partial differential equations (= Progress in non-linear differential equations and their applications. 37). Birkhäuser, Boston MA u. a. 1999, ISBN 0-8176-4121-1.
- mit Irene Fonseca, Nicola Fusco: On the total variation of the Jacobian. In: Journal of Functional Analysis. Bd. 207, Nr. 1, 2004, S. 1–32, doi:10.1016/S0022-1236(03)00111-3.
- mit Bernard Dacorogna, Emanuele Paolini: Origami and Partial Differential Equations. In: Notices of the American Mathematical Society. Bd. 57,  Nr. 5, 2010, S. 598–606, (Digitalisat (PDF; 17,07 MB)).
- mit Verena Bögelein, Frank Duzaar: Parabolic Systems with p, q-Growth: A Variational Approach. In: Archive for Rational Mechanics and Analysis. Bd. 210, Nr. 1, 2013, S. 219–267, doi:10.1007/s00205-013-0646-4.